# Éric Dupond-Moretti
Éric Dupond-Moretti (Maubeuge, 20 april 1961) is een Frans advocaat en politicus. Hij werd op 6 juli 2020 benoemd tot minister van Justitie in de regering van premier Jean Castex. Hij bleef minister in de volgende regeringen van Elisabeth Borne en Gabriel Attal.
Dupond-Moretti werd geboren in het noorden van Frankrijk als zoon van een metaalarbeider en een Italiaanse poetsvrouw. Het verdachte overlijden van zijn grootvader aan moederszijde, een immigrant, dat naar het gevoel van de familie niet genoeg werd onderzocht door de politie, leidde hem naar een rechtenstudie. Al vroeg toonde Dupond-Moretti zich een tegenstander van de doodstraf. Als strafpleiter werd hij beroemd omwille van het grote aantal vrijspraken dat hij bekwam. Dat leverde hem de bijnaam "acquittator" op. Hij bekwam onder andere een vrijspraak in de mediatieke pedofiliezaak van Outreau. Hij verdedigde ook beroemdheden als Jérôme Kerviel, Patrick Balkany, Bernard Tapie en Karim Benzema.
Mediatiek is hij een opvallend figuur. Hij speelde zichzelf als advocaat in de film Les Salauds van Claire Denis (2013) en een advocaat in de filmkomedie Neuilly sa mère, sa mère! (2018). Hij trad ook op in het theater. Dupond-Moretti zat nooit verlegen om een controversiële uitspraak en wordt aanzien als een figuur aan de linkerzijde van het politieke spectrum. Hij steunde de socialistische politica Martine Aubry en nam progressieve standpunten in in ethische debatten. Hij riep ook op tot een verbod van het voormalige Front national. Daarentegen was hij wel een verdediger van stierengevechten en de jacht.

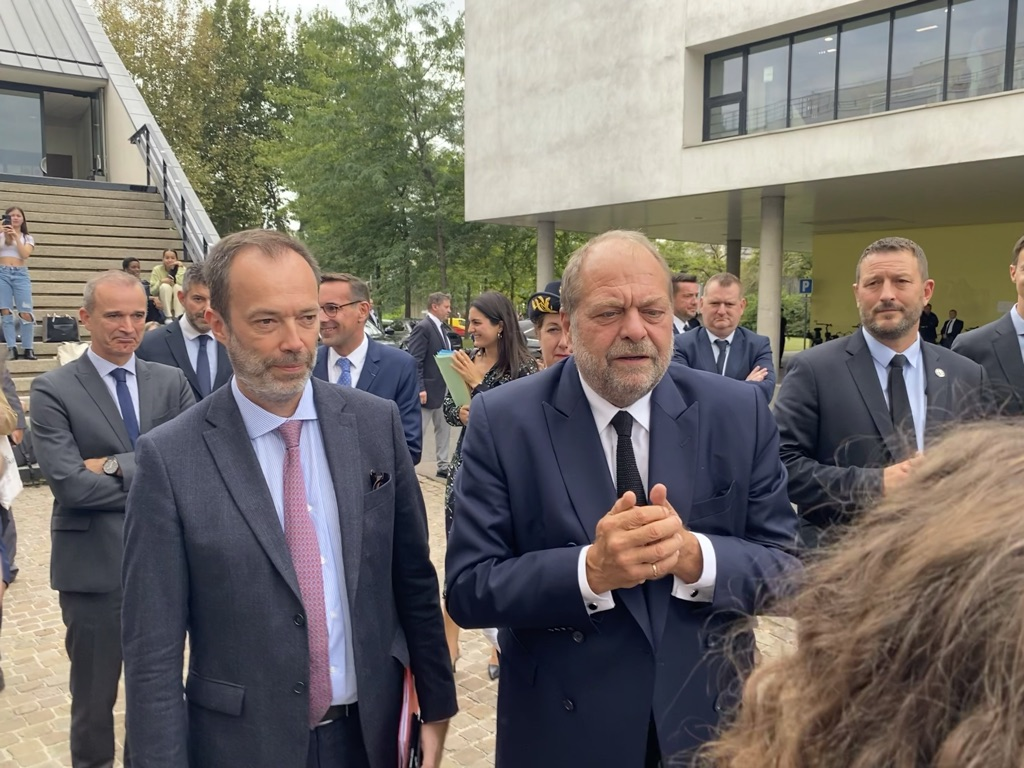
Minister Dupond-Moretti op een juridisch symposium over de strijd tegen maffia's in 2022

In 2021 verdedigde Dupond-Moretti met succes voor het Franse parlement een wetsvoorstel om de strengheid van straffen te versterken, met als argument dat de gerechtelijke reactie op kleine overtredingen “te zwak was om effectief te zijn”. In 2021 zag Dupond-Moretti toe op een sterke verhoging van het budget voor justitie na berichten over trage procedures.
- Bibliothèque nationale de France: cb16601579x (data)
- Gemeinsame Normdatei: 1062047664
- International Standard Name Identifier: 0000 0003 7139 0344
- Library of Congress Control Number: n2012059843
- Réseau des bibliothèques de Suisse occidentale: 02-A021617631
- Système universitaire de documentation: 160849225
- Virtual International Authority File: 251013497
- WorldCat: E39PBJjxykTrdPy9bWHfMqPYT3